# کوری (پائوکارتامبو)
کوری (به اسپانیایی: Curi) یک کوه در پرو است. کوری ۴٬۲۰۰ متر بالاتر از سطح دریا واقع شده‌است.